# (541063) 2018 CN12
(541063) 2018 CN12 es un asteroide perteneciente al cinturón de asteroides descubierto el 3 de septiembre de 2008 por el equipo del Spacewatch desde el Observatorio Nacional de Kitt Peak, Arizona, Estados Unidos.

## Designación y nombre
Designado provisionalmente como 2018 CN12.

## Características orbitales
2018 CN12 está situado a una distancia media del Sol de 2,545 ua, pudiendo alejarse hasta 3,205 ua y acercarse hasta 1,884 ua. Su excentricidad es 0,259 y la inclinación orbital 11,94 grados. Emplea 1483,25 días en completar una órbita alrededor del Sol.

## Características físicas
La magnitud absoluta de 2018 CN12 es 16,7. 